# 沙坪角蟾
沙坪角蟾（学名：Megophrys shapingensis）为角蟾科角蟾属的两栖动物，是中国的特有物种。分布于四川等地，常生活于山溪旁或隐蔽于溪边石下。其生存的海拔范围为2000至3200米。该物种的模式产地在四川峨边沙坪。其种加词“shapingensis”意为“沙坪的”。

## 保护
本种于2023年被收录入《有重要生态、科学、社会价值的陆生野生动物名录》。